# Nwadeu
Nwadeu (nep. न्वादेऊ) – gaun wikas samiti w zachodniej części Nepalu w strefie Mahakali w dystrykcie Baitadi. Według nepalskiego spisu powszechnego z 2011 roku liczył on 701 gospodarstw domowych i 4451 mieszkańców (2251 kobiet i 2200 mężczyzn).